# Seoul Open Women's Challenger 2014
Il Seoul Open Women's Challenger 2014 è stato un torneo di tennis facente parte della categoria ITF Women's Circuit nell'ambito dell'ITF Women's Circuit 2014. Il torneo si è giocato a Seul in Corea del Sud dal 21 al 27 aprile 2014 su campi in cemento e aveva un montepremi di $50,000.

## Partecipanti

### Teste di serie
| Nazionalità   | Giocatrice        | Ranking* | Testa di serie |
| ------------- | ----------------- | -------- | -------------- |
| Giappone      | Kimiko Date-Krumm | 83       | 1              |
| Giappone      | Misaki Doi        | 99       | 2              |
| Giappone      | Ayumi Morita      | 113      | 3              |
| Ungheria      | Tímea Babos       | 119      | 4              |
| Taipei cinese | Hsieh Su-wei      | 126      | 5              |
| Belgio        | An-Sophie Mestach | 127      | 6              |
| Rep. Ceca     | Kristýna Plíšková | 139      | 7              |
| Giappone      | Risa Ozaki        | 181      | 8              |

- Ranking al 14 aprile 2014.

### Altre partecipanti
Giocatrici che hanno ricevuto una wild card:
- Choi Suyeon
- Choi Ji-hee
- Lee So-ra
- Lee Ye-ra

Giocatrici che sono passate dalle qualificazioni:
- Shiho Akita
- Chan Chin-wei
- Hong Hyun-hui
- Miki Miyamura

Giocatrici che hanno ricevuto un entry con un junior exempt:
- Ivana Jorović

Giocatrici che hanno ricevuto un entry con un protected ranking:
- Akgul Amanmuradova
- Jarmila Gajdošová
- Ksenija Lykina

## Vincitrici

### Singolare
Misaki Doi ha battuto in finale  Misa Eguchi con il punteggio di 6–1, 7–6(3).

### Doppio
Chan Chin-wei /  Chuang Chia-jung hanno battuto in finale  Irena Pavlović /  Kristýna Plíšková con il punteggio di 6–4, 6–3.